# Craig Watson (golfer)
Craig Watson is een golfer uit Schotland.
In 1991 werd Warson opgenomen in het nationale team. Hij heeft zich tien keer voor het Brits Amateur gekwalificeerd.
In 1997 won de toen 31-jarige Watson het Brits Amateur da toen op de Royal St George's Golf Club in Sandwich, Kent gespeeld werd. Hij versloeg daarbij in de finale Trevor Immelman, die in 2008 de Masters won. Daarna mocht hij in 1997 de Gulfstream Loch Lomond World Invitational en een week later het Brits Open op de Royal Troon Golf Club, waar Stephen Forbes, de clubpro, zijn caddie was. Hij maakte rondes van 73 en 76 en miste de cut. En een paar weken later speelde hij de Walker Cup op Quaker Ridge spelen en in 1998 mocht hij meedoen aan de Masters. 
Watson vond zijn spel te wisselvallig en besloot na de Masters om niet professional geworden. Hij woont in Giffnock, hij werkt bij zijn vader en hij speelt veel golf. Hij is lid van de East Renfrewshire Golf Club. In 2011 en 2012 won hij de Order of Merit van de Renfrewshire Golf Union. 

## Gewonnen
Onder meer:
- 1996: Cameron Corbett Vase at Haggs Castle
- 1997: Brits Amateur
- 2011: Herbie Pirie Trophy (72-72)
- 2012: Herbie Pirie Trophy (71-68)

## Trivia
Zijn naamgenoot is professional op de Cambridge Meridian Golf Club.